# Edmund Maciaszek
Edmund Maciaszek (ur. 19 października 1930 w Varangéville, zm. 11 października 1995) – polski działacz partyjny, chargé d’affaires en pied PRL w Kamerunie (1979–1984).

## Życiorys
Syn Jana i Franciszki. W 1944 ukończył szkołę powszechną we Francji, następnie przez dwa lata uczył się w średniej szkole technicznej. Ze względów materialnych przerwał naukę. W latach 1945–1947 należał we Francji do Związku Młodzieży Polskiej „Grunwald”. W październiku 1947 przyjechał do Polski. W latach 1947–1950 uczył się w szkołach partyjnych na Górnym i Dolnym Śląsku. We wrześniu 1948 został członkiem Polskiej Partii Robotniczej, a następnie Polskiej Zjednoczonej Partii Robotniczej. W 1950 skierowany został na studia do Moskwy, gdzie w 1955 ukończył Wydział Międzynarodowych Stosunków Finansowych Moskiewskiego Instytutu Finansowego. Od 1953 do 1955 był II sekretarzem Oddziałowej Organizacji Partyjnej Studentów i Aspirantów PZPR w Moskwie. Od 1956 był referentem politycznym w Wydziale Zagranicznym Komitetu Centralnego PZPR. W latach 1979–1984 pełnił funkcję chargé d’affaires en pied w Kamerunie.